# Rancharia (kommun)
Rancharia är en kommun i Brasilien.   Den ligger i delstaten São Paulo, i den södra delen av landet, 800 km söder om huvudstaden Brasília. Antalet invånare är 28 773.
Följande samhällen finns i Rancharia:
- Rancharia

Omgivningarna runt Rancharia är huvudsakligen savann. Runt Rancharia är det glesbefolkat, med 13 invånare per kvadratkilometer.